# 10091 Bandaisan
A 10091 Bandaisan (ideiglenes jelöléssel 1990 VD3) a Naprendszer kisbolygóövében található aszteroida. T. Seki fedezte fel 1990. november 11-én.